# Octobre 1787

## Événements

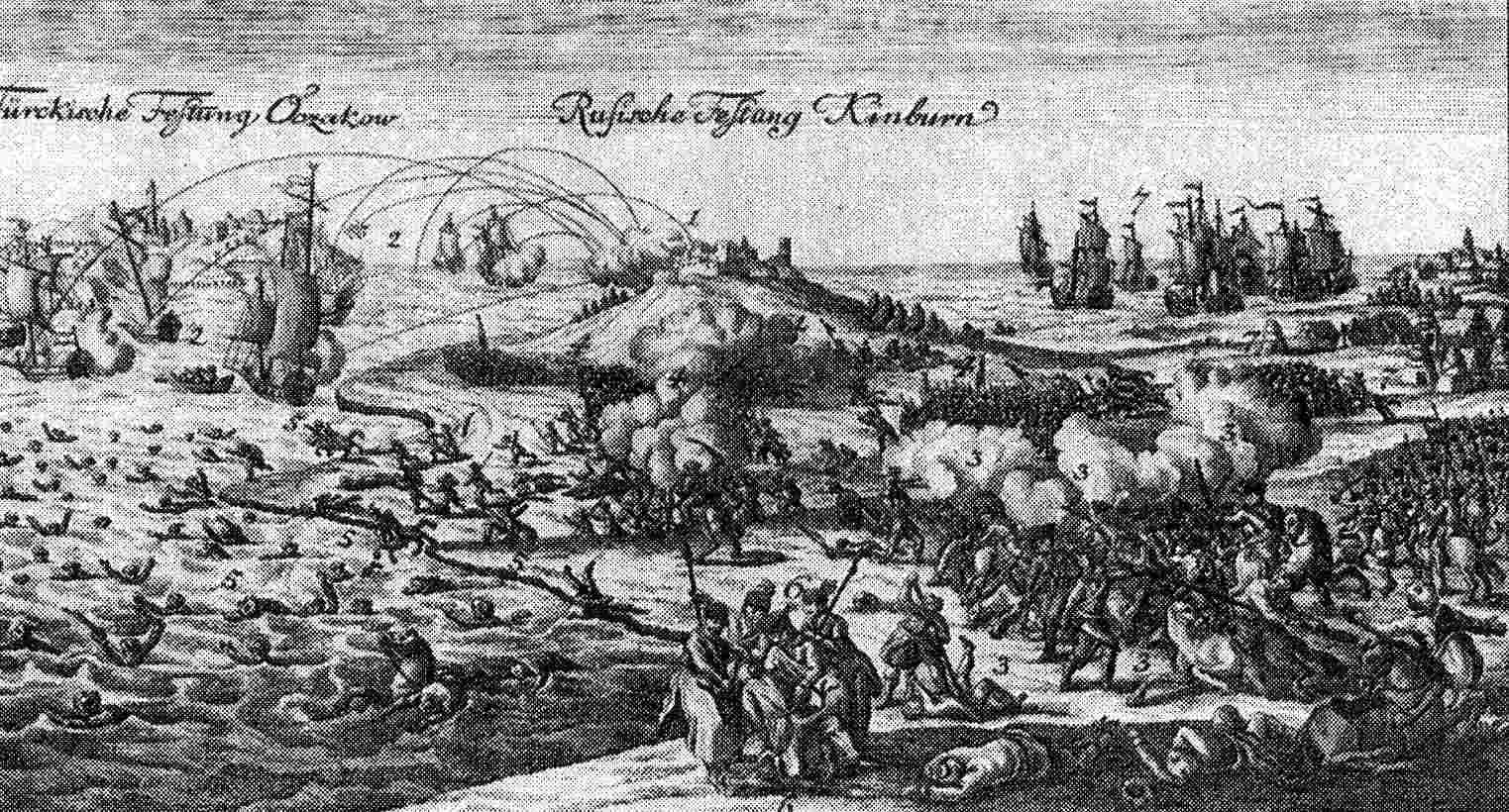
: bataille de Kinbourn.

- 7 octobre : Anne Louis Henri de La Fare devient évêque de Nancy.

- 12 octobre (1er octobre du calendrier julien) : Alexandre Souvorov est victorieux des Turcs à la bataille de Kinbourn[1].

- 27 octobre : début de la publication du recueil d’articles The Federalist Papers écrit par James Madison, Alexander Hamilton et John Jay, en vue de souligner comment la nouvelle Constitution des États-Unis d'Amérique allait opérer et pourquoi elle était le meilleur choix pour les États-Unis d'Amérique (fin le 16 août 1788)[2].

## Naissances
- 4 octobre : François Guizot, historien et homme politique français († 12 septembre 1874).
- 30 octobre : Louis-Jacques-Maurice de Bonald, futur archevêque de Lyon († 25 février 1870).

## Décès
- 7 octobre : Johann Karl von Herberstein, prélat autrichien (° 7 juillet 1719).
- 30 octobre : Ferdinando Galiani, économiste italien (° 2 décembre 1728).